# Veeam
Die Veeam Software Group ist ein IT-Unternehmen, das Software für Datensicherungs-, Katastrophenwiederherstellungs- und Virtualisierungsmanagement für virtuelle Umgebungen von VMware vSphere und Microsoft Hyper-V entwickelt. Die Firmenzentrale befindet sich in Baar in der Schweiz und in Columbus (Ohio) in den USA.
Der Name „Veeam“ leitet sich ab von der englischen Aussprache von „VM“, das hier als Kürzel für virtuelle Maschine steht.

## Geschichte
Veeam wurde 2006 von Ratmir Timashev und Andrei Baronov gegründet. 2004 hatten sie ihr IT-Management-Softwareunternehmen Aelita Software Corporation an Quest Software verkauft das 2012 von Dell übernommen wurde. Im Juni 2016 gab Dell den Verkauf seiner Softwaresparte, zu der auch Quest gehörte, an Francisco Partners und die Elliott Management Corporation bekannt.
Die ersten von Veeam auf den Markt gebrachten Produkte waren Veeam Monitor und Veeam Reporter zur Unterstützung von Monitoring, Reporting, Analyse und Dokumentation in virtuellen Infrastrukturen. 2010 wurden die beiden Produkte in der Lösung Veeam ONE zusammengeführt.
2008 brachte das Unternehmen mit nur zehn Mitarbeitern die erste Version von Veeam Backup & Replication auf den Markt, die inkrementelle Datensicherungen, integriert in Datendeduplikation und Datenkompression, sowie Abbild-basierte Replikation ermöglichte.
Allgemeine Beachtung erlangte Veeam 2007 mit FastSCP, einem kostenlosen Produkt für die Erstellung von VM-Sicherungskopien, das später die Grundlage der Veeam-Datensicherungssoftware für die Hardwarevirtualisierung bildete.
2014 veranstaltete Veeam seine erste Konferenz zu den Themen Datensicherung und Verfügbarkeit, die VeeamON in Las Vegas, Nevada.
2016 ernannte Veeam Peter C. McKay, den bisherigen Senior Vice President und General Manager von VMware für die Region Amerika, zum President und COO. 2017 übernahmen Peter McKay und Andrei Baronov als Co-CEOs die Unternehmensleitung. Ende 2018 wurde Andrei Baronov zum alleinigen CEO von Veeam ernannt.
Das Unternehmen ist weltweit mit Niederlassungen vertreten, unter anderem mit regionalen Firmenzentralen für EMEA in Paris, Frankreich, für Amerika in Columbus, Ohio, für den Nahen Osten in Dubai und für Asien-Pazifik in Sydney, Australien.
Am 9. Januar 2020 gab Insight Partners die Übernahme von Veeam für 5 Mrd. USD bekannt, in deren Zuge der Firmensitz in die USA verlagert wurde.
Am 22. Juli 2020 wurde Veeam Software von Gartner, Inc. im 2020 Magic Quadrant for Data Center Backup and Recovery Solutions als Leader positioniert.
2020 ernannte Veeam den damaligen Chairman of the Board Bill Largent zum CEO und Chairman.

## Software
2008 brachte das Unternehmen mit einem Team von 10 Mitarbeitern das Tool Veeam Backup & Replication auf den Markt, das mit Datendeduplizierung und Komprimierung eine inkrementelle Datensicherung und imagebasierte Replikation für VMware-vSphere-VMs ermöglicht. Seit 2012 unterstützt Veeam Backup & Replication auch Microsoft Hyper-V.
2015 erweiterte das Unternehmen sein Produktportfolio um ein kostenloses Backup-Tool für physische Endgeräte. Veeam Endpoint Backup FREE unterstützt PCs mit 32- und 64-Bit-Versionen des Betriebssystems Microsoft Windows und lässt sich in Veeam Backup & Replication integrieren. Im gleichen Jahr kam das Tool Veeam FastSCP für Microsoft Azure auf den Markt, mit dem Dateien zwischen lokalen und Microsoft Azure-VMs kopiert werden können.
2016 wurden Veeam Backup for Microsoft Office 365 für die Sicherung von Office 365 Exchange-Servern und die Software Veeam Availability Orchestrator für die Disaster-Recovery-Orchestrierung veröffentlicht, die mehrere Hypervisoren unterstützt und Features für Dokumentation, Tests und Reporting bereitstellt.
2017 brachte das Unternehmen drei weitere neue Produkte auf den Markt: Veeam Agent for Microsoft Windows und Veeam Agent for Linux unterstützen die Sicherung physischer Workloads sowie verschiedene Backup- und Wiederherstellungsszenarien unter anderem auch in der Cloud. Das kostenlose Tool Veeam Availability Console ermöglicht das Management der Datensicherung und Disaster Recovery auf Basis von Veeam in verteilten Infrastrukturen und die Bereitstellung von BaaS und DRaaS durch Serviceprovider.
2020 kündigte Veeam 16 neue Produktversionen (mit Updates mehr als 25) mit Hunderten neuer Funktionalitäten an. Hierzu gehörten unter anderem Veeam Backup & Replication™ v10, Veeam ONE™ v10, Veeam Backup for Nutanix AHV v2, Veeam Service Provider Console v4, Veeam Backup for Microsoft Azure v1, Veeam Availability Orchestrator v3, Veeam Backup for Microsoft Office 365 v5 und Veeam Backup for AWS v3.

## Übernahmen
2008 übernahm Veeam das Unternehmen nworks, um das Management von VMware stärker in die Enterprise-System-Managementplattformen von Microsoft und Hewlett-Packard zu integrieren.
Durch die Übernahme entstanden zwei neue Produkte:
- Veeam nworks Management Pack for VMware ermöglicht eine direkte Integration des VMware-Managements in Microsoft System Center Operations Manager.
- Mit Veeam nworks Smart Plug-In for VMware kann das VMware-Management direkt in HP OpenView integriert werden.

2012 wurden die beiden Produkte in Veeam Management Pack und Veeam Smart Plug-In umbenannt.
2017 übernahm Veeam das Unternehmen N2WS, das cloudnative Backup- und Disaster-Recovery-Lösungen der Enterprise-Klasse für Amazon Web Services (AWS) entwickelt. 2019 verkaufte Veeam N2WS auf Wunsch der US-Regierung zurück an die Firmengründer.
2020 übernahm Veeam Kasten, einen Marktführer im Bereich Backup- und Disaster-Recovery-Lösungen für Kubernetes.